# Giordano Ottolini

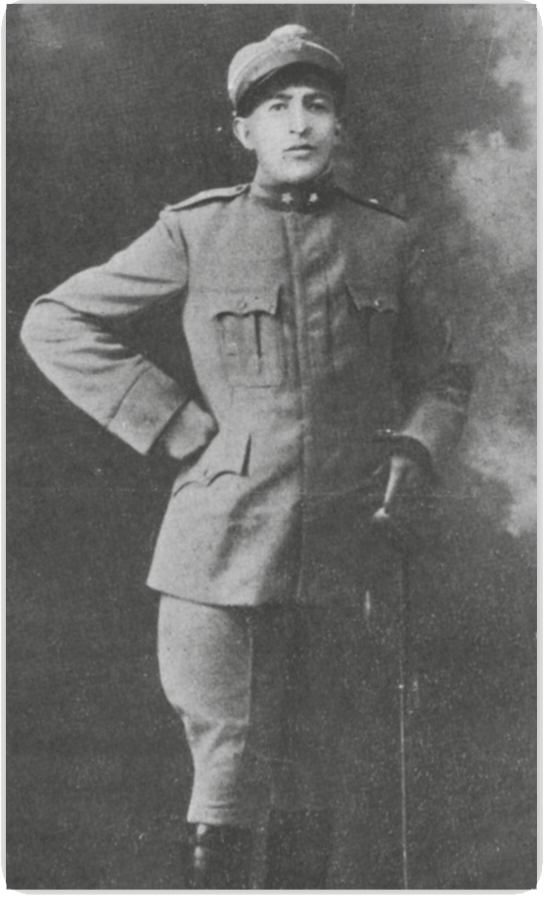
Giordano Ottolini

Giordano Ottolini (Milano, 13 dicembre 1893 – Monte Spil, 30 giugno 1916) è stato un militare italiano.

## Biografia
Nato a Milano nel 1893, studia alle scuole magistrali e, dopo aver conseguito il diploma, si dedica all'insegnamento (a Codogno) come già aveva fatto sua madre.
Nel febbraio del 1915 si ammala gravemente di tifo e «tornò a scuola, ricorda qualcuno, irriconoscibile. Spettrale, con una gran barba incolta e nerissima che gli dava un aspetto da cospiratore e contrabbandiere [...] La malattia lunga e insidiosa gli aveva lasciato uno strascico piuttosto grave che gli avrebbe potuto fare ottenere facilmente l'esonero dalle armi. Scoppiata invece la guerra, partì felice (è la parola) e frequentò un corso di allievi ufficiali» presso il 5º Bersaglieri all'inizio della prima guerra mondiale. A novembre è già al fronte come aspirante.
È ferito ad Oslavia, nei pressi di Gorizia, e promosso sottotenente al 71º Fanteria (brigata Puglie) in Albania.
Rientrato con il reggimento, combatte sul Pasubio ed è nuovamente ferito: è fregiato con la medaglia d'argento al valor militare «per l'eroismo col quale seppe condurre e proteggere i suoi uomini e per non aver voluto a nessun costo abbandonarli dopo una nuova ferita, nemmeno quando si mordeva le labbra per lo spasimo cagionatogli da un principio di congelamento agli arti inferiori» (Rinaldi).
Nonostante le menomazioni fisiche, già venti giorni dopo sullo Spil è a capo dei suoi uomini per difendere la linea tenuta dal 71º Fanteria.
Con lo scopo di annientare una mitragliatrice che bersagliava la trincea italiana da una altura, Ottolini raduna un drappello di uomini e si getta all'attacco della postazione: gli austriaci, per avere migliore possibilità di difendersi, si muovono dalla loro fossa, troppo riparata e vulnerabile, per un combattimento corpo a corpo.

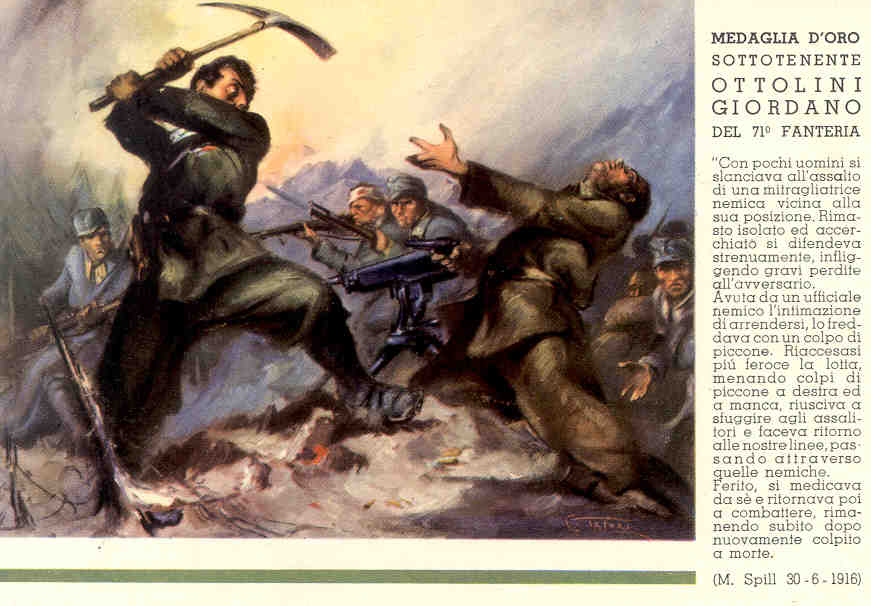
Cartolina commemorativa a Giordano Ottolini

Durante la lotta Ottolini si ritrova solo, con il moschetto spaccato per i colpi inferti e accerchiato da un gruppo di soldati austriaci. Gli viene intimato di arrendersi. In un momento di perplessità, Ottolini scorge, abbandonato al suolo, un piccone di quelli utilizzati per scavare la postazione della mitragliatrice, lo raccoglie in un lampo e si lancia di nuovo all'attacco dei nemici uccidendo un tenente e disperdendo altri soldati. Raggiunta la linea nemica menando colpi su colpi e ferito al braccio da una baionetta, ripiega infine verso la propria trincea.
La mitragliatrice, tuttavia, è ancora nelle mani del nemico, ma questi ha subito tali perdite che un nuovo assalto immediato offrirebbe tutte le probabilità di riuscita. Ottolini si offre nuovamente per l'assalto, affermando di conoscere con esattezza la posizione della mitragliatrice. Medicatosi il braccio ferito, al comando del nuovo drappello prepara l'assalto ed esce dalla trincea.
Colpito in fronte da un proiettile, muore il 30 giugno 1916.
È riportato nell'articolo di Rinaldi parte di una delle ultime lettere scritte dal sottotenente Ottolini prima della morte ed indirizzata ad un altro ufficiale d'artiglieria italiano, che la ricevette nei primi di luglio del 1916: «Carissimo ..., avremo, fra poco, molto caldo! Pensate ad allungare i tiri voi artiglieri; noi allungheremo le gambe in direzione dei Tognit. In quanto a me, cercherò di allungare le mani, garantito! Sono in forma e sono tranquillo. Arrivederci a... (cancellatura). Ti abbraccio e in bocca al lupo. Ottolini» (Rinaldi).

## Decorazioni
Medaglia d'argento al valor militare - Pasubio

## Riconoscimenti

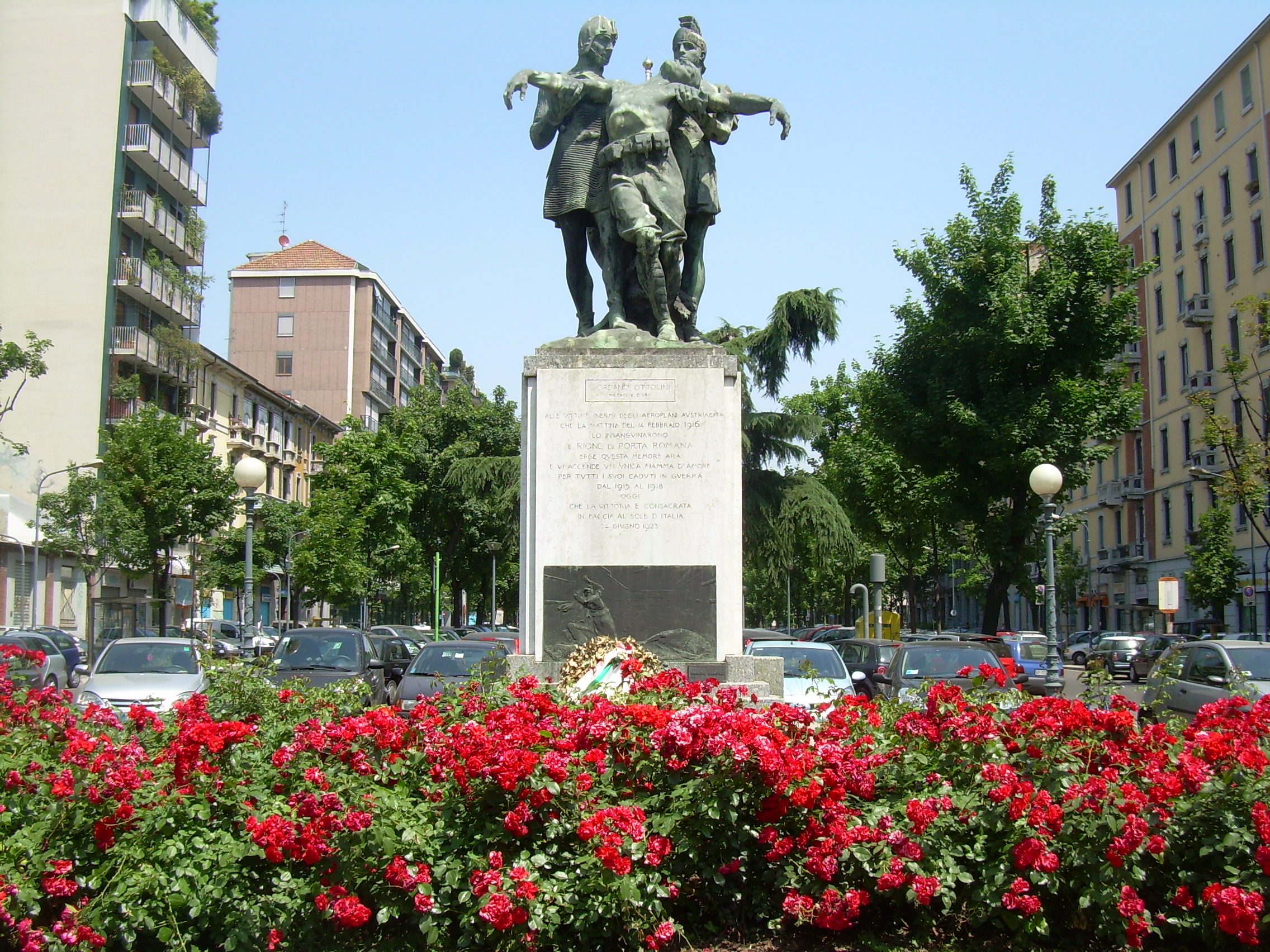
Statua a Giordano Ottolini (via Tiraboschi, Milano - 1923)

- Titolazione della Scuola Elementare Statale "Giordano Ottolini" a Montaldo di Mondovì (CN), via Paramuro, e della Scuola Elementare Statale "Giordano Ottolini" a Milano  (MI), via Pietro Colletta.
- Monumento di via Tiraboschi ang. via Muratori (zona Porta Romana) - Milano. Il monumento, datato 1923, celebra il sottotenente milanese Giordano Ottolini e commemora le 18 vittime di un bombardamento aereo austriaco sul quartiere di Porta Romana durante la prima guerra mondiale. Il monumento è opera dello scultore Enrico Saroldi.[6]
- Titolazione della "Via Giordano Ottolini" (zona Viale Tibaldi) - Milano.
- Strada degli Eroi
- Titolazione dei cortili della Caserma del Distretto Militare di Milano.